# Hermína Škodová
Hermína Škodová, německy též psána Hermine von Skoda (rozená Hahnenkammová, 23. října 1852 Plzeň – 20. srpna 1912 Plzeň) byla členka majetné plzeňské rodiny Hahnenkammových německého původu, manželka průmyslníka Emila Škody a matka dědice firmy Škoda Karla Škody.

## Život

### Mládí

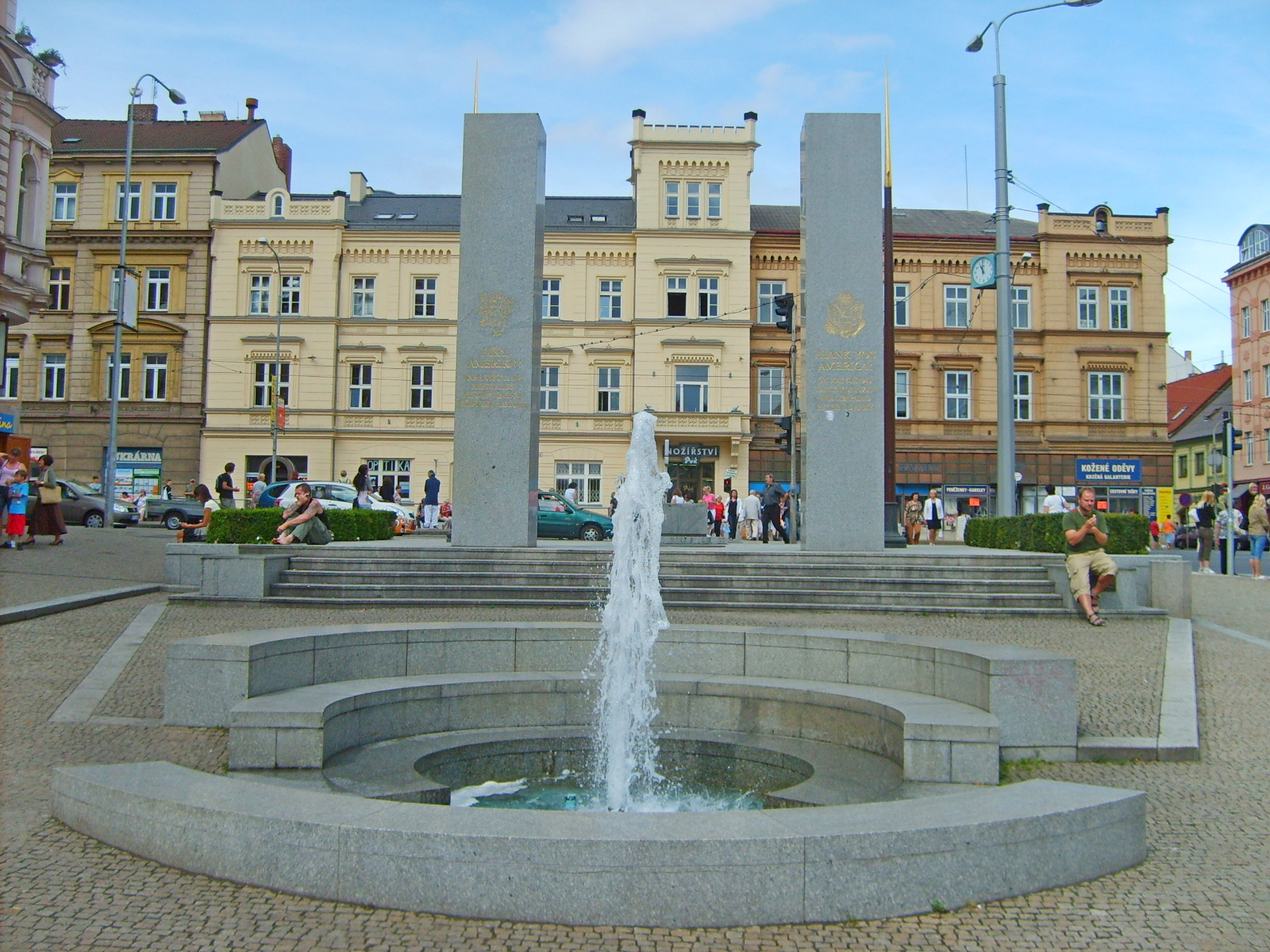
Rodinná vila Hahnenkammových od Moritze Hinträgera

Narodila se do rodiny Johanna Hahnenkamma, bohatého majitele plzeňských domů, pivovaru, cihelny a povoznictví, a jeho ženy Marie, rozené Mirwaldové. Johann Hermínin dědeček Václav Mirwald se později stal spoluzakladatelem a předsedou správní rady Měšťanského pivovaru v Plzni. Otec Johann ve věku Hermíniných pěti let náhle zemřel na infarkt a vedení rodinných podniků převzala Marie Hahnenkammová.
Ta nechala roku 1866 vystavět podle návrhu později slavného vídeňského architekta Moritze Hinträgera luxusní rozsáhlou vilu na vznikající křižovatce u Ferdinandovy třídy, kam se celá rodina přestěhovala. Hlavní příjmy rodiny pocházely tehdy především z vaření piva značky Hahnenkekamma.  

### Sňatek s Emilem Škodou

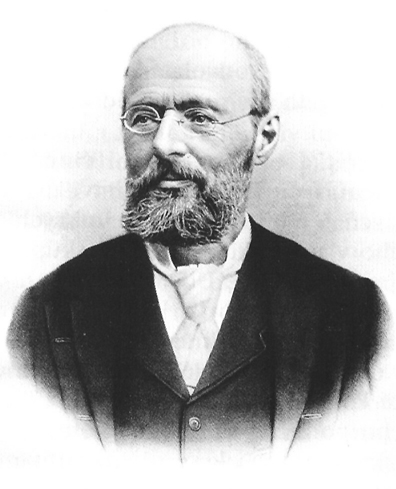
Emil Škoda, Hermínin manžel, veleúspěšný a ambiciózní průmyslník

V nejvyšším patře domu si pronajal kancelář Emil Škoda, syn majetného lékaře Františka Škody a novopečený majitel plzeňských strojních závodů – kancelář mu zde díky teprve rostoucí zástavbě umožňovala výhled na továrnu. Zde se s Hermínou seznámili a okolo roku 1870 se zasnoubili. Tomu nepřál Hermínin děd Václav Mirwald, který Škodovi nedůvěřoval a viděl v něm nerozvážného prospěcháře. V roce 1871 spolu Hermína Hahnenkammová a Emil Škoda uzavřeli sňatek. Škoda díky značnému vyženěnému jmění pomohl vzchopit svůj podnik a zároveň použil peníze z věna k investicím do Škodových závodů, které díky tomu mohl modernizovat a začít tak svou veleúspěšnou éru.

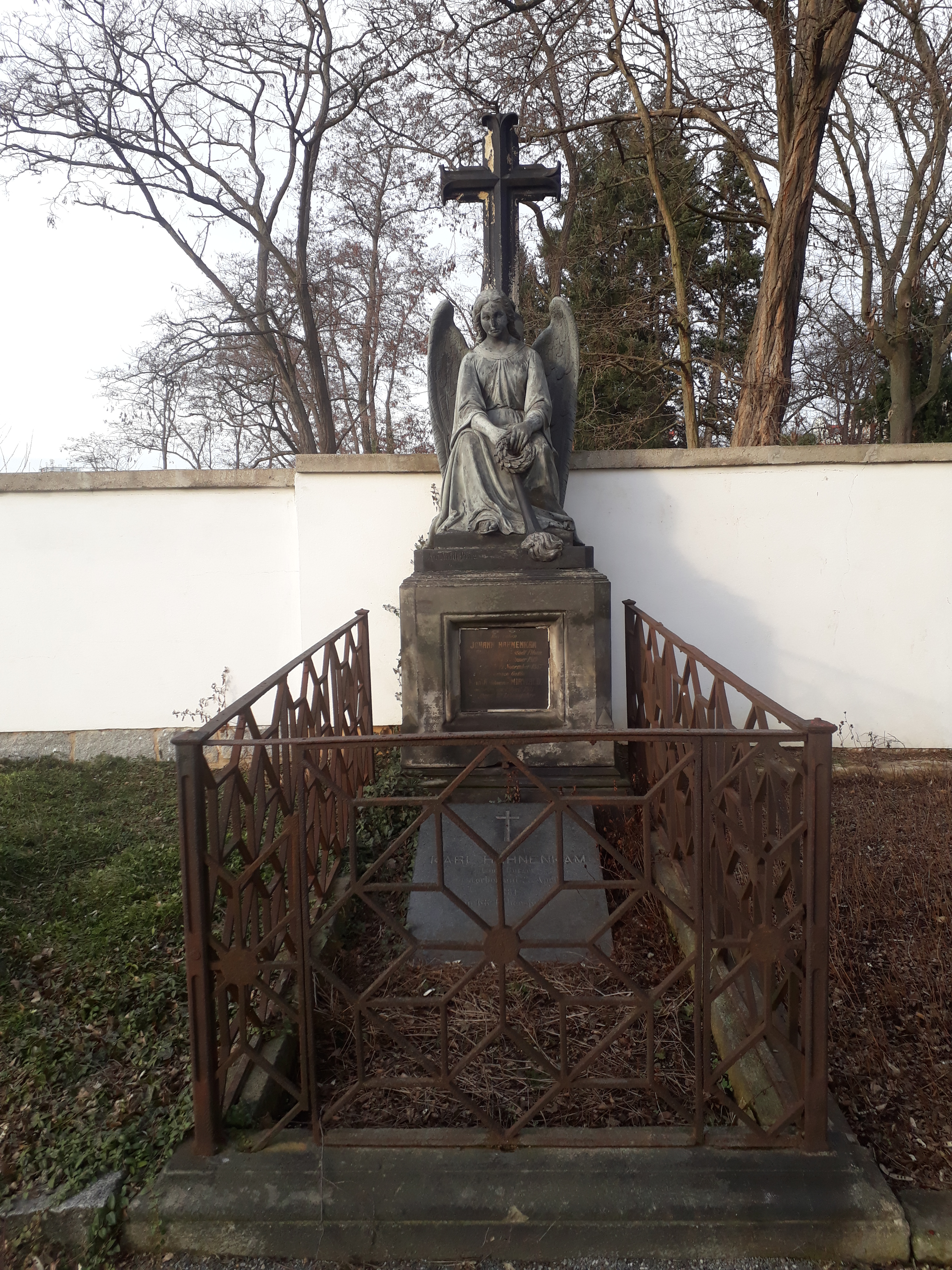
Hrob Hermíniných rodičů, Johanna a Marie Hahnenkammových, na Mikulášském hřbitově

Své děti svěřovala přímá a přísná Hermína Škodová do péče německých vychovatelek, bděla také nad vzděláváním a přípravou jediného syna Karla na převzetí vedení jedné z největších strojírenských podniků v Rakousku-Uhersku. Veškerý chod domu zajišťovalo služebnictvo, Hermína pak ráda hostila manželovy obchodní partnery v jejich domě. Vzhledem ke svému rodinnému postavení patřila do nejvyšších vrstev tehdejší měšťanské společnosti Plzně i celého mocnářství.

### Vdovou
Hermína ovdověla roku 1900, Emil Škoda zemřel náhle 9. srpna toho roku ve vlaku poblíž Selzthalu ve Štýrsku  cestou z ozdravného pobytu. Byl pochován do bohatě zdobené hrobky na Mikulášském hřbitově v Plzni. Dědicky byla část majetku rodiny Hahnenkammů převedena na tři dcery, syn Karel se stal dědicem strojírenského závodu a nastoupil do jeho čela. Vilu Škodových rodina prodala roku 1903.

### Úmrtí
Hermína Škodová zemřela 20. srpna 1912 v Plzni, ve věku 59 let, ve svém domě na Ferdinandově třídě (nyní Klatovská třída). Byla pochována ve výstavní kamenné hrobce na plzeňském Ústředním hřbitově nedaleko hřbitovního kostela svatého Václava. Hrobku vytvořila známá kamenická firma Jan Cingroš.

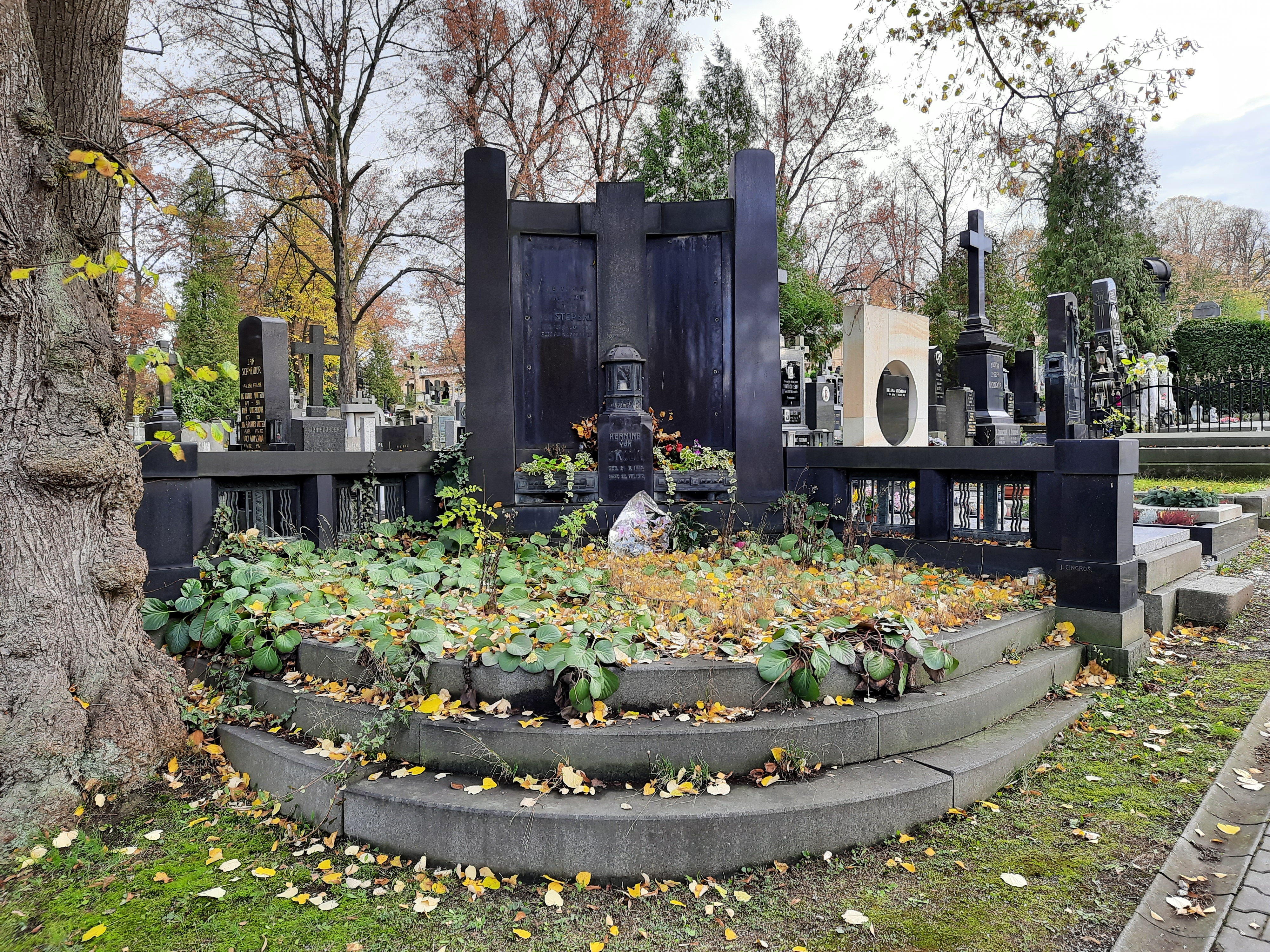
Hrobka rodiny Hermíny von Škoda na Ústředním hřbitově v Plzni (vystavěla firma Jan Cingroš)

### Rodinný život
Škodovým se narodily děti Josefina (1872–1936, provdaná von Stepski), Johanna (1874–1952, provdaná Wesselá) Hermine (1876–1966, provdaná Lauerová) a Karel (1878– 1929, dvakrát ženatý).